# Rewrite
Rewrite (リライト?, Riraito) è una visual novel giapponese sviluppata dalla Key, pubblicata per Microsoft Windows il 24 giugno 2011. È l'ennesimo gioco della Key, creatrice di altri titoli come Kanon, Air e Clannad. Il gameplay segue una trama che offre scenari predefiniti con vari corsi di interazione che si concentrano su sei eroine. Due adattamenti manga sono stati trasformati in serie rispettivamente sul Dengeki G's Magazine e sul Dengeki Daioh della ASCII Media Works, mentre un terzo sul Manga 4-koma Palette di Ichijinsha. Un adattamento anime, prodotto dalla 8-Bit e annunciato nel settembre 2015 al termine della serie televisiva Charlotte, è stato trasmesso in Giappone tra il 2 luglio e il 24 settembre 2016. Una seconda stagione è andata in onda dal 14 gennaio al 25 marzo 2017. L'ingranaggio nel logo contiene il kanji dello zodiaco cinese.

## Trama
Rewrite si svolge in una città immaginaria di nome Kazamatsuri (風祭市?, Kazamatsuri-shi), dove gli alberi sono tanti quanti gli edifici usualmente presenti negli altri centri abitati. Il luogo, ad un primo impatto prevalentemente rurale, presenta anche diversi elementi tipici delle città tradizionali dall'aspetto più moderno. Teatro della vicenda principale è la scuola superiore della città: nella prima metà di Rewrite si assiste a scene divertenti tra i diversi protagonisti della serie, che si incontrano più volte al giorno. Nella seconda metà, invece, la storia assume un carattere più serio, emotivo, rivelando un senso più profondo e misterioso all'interno della trama, che inizialmente appare solamente frivola e leggera.  

## Personaggi
Kotarou Tennouji (天王寺 瑚太朗?, Tennōji Kotarō)
Kotarou è il protagonista di Rewrite e uno studente della scuola superiore.
Kagari (篝?)
Kagari è la principale eroina di Rewrite.
Kotori Kanbe (神戸 小鳥?, Kanbe Kotori)
Kotori è una delle eroine di Rewrite. Frequenta la stessa scuola di Kotarou.
Chihaya Ohtori (鳳 ちはや?, Ōtori Chihaya)
Chihaya è una delle eroine di Rewrite. Si trasferisce nella scuola superiore di Kotarou all'inizio della serie.
Akane Senri (千里 朱音?, Senri Akane)
Akane è un'eroina di Rewrite che frequenta la stessa scuola superiore di Kotarou.
Shizuru Nakatsu (中津 静流?, Nakatsu Shizuru)
Sizuru è un'altra eroina di Rewrite, dalla personalità molto timida.
Lucia Konohana (此花 ルチア?, Konohana Ruchia)
Lucia è un'eroina di Rewrite, rappresentante della classe di Kotarou.
Haruhiko Yoshino (吉野 晴彦?, Yoshino Haruhiko)
Harukiko è un delinquente.
Sakuya Ohtori (鳳 咲夜?, Ōtori Sakuya)
Sakuya è uno studente del terzo anno alla scuola superiore di Kotarou.
Touka Nishikujou (西九条 灯花?, Nishikujō Tōka)
Touka è una nuova insegnante alla scuola di Kotarou.